# Chrysoprasis suturalis
Chrysoprasis suturalis är en skalbaggsart som beskrevs av Auguste Lameere 1884. Chrysoprasis suturalis ingår i släktet Chrysoprasis och familjen långhorningar.
Artens utbredningsområde är Venezuela. Inga underarter finns listade i Catalogue of Life.